# Bahía Bajío
La bahía Bajío (51°46′S 58°15′O / -51.767, -58.250) es una entrada de mar que se encuentra en el este de la isla Soledad del archipiélago de las Malvinas. Administrativamente pertenece al departamento Islas del Atlántico Sur de la provincia de Tierra del Fuego, Antártida e Islas del Atlántico Sur.
Esta pequeña bahía se ubica en el lado sudoccidental del puerto Fitz Roy, al sur de la desembocadura del río Fitz Roy y al norte del puerto Agradable.
En la zona sur del puerto de la Cruzada hay otra bahía con el mismo nombre (51°24′S 60°00′O / -51.400, -60.000).